# La Baule-les-Pins
Pour l’article homonyme, voir La Baule-les-Pins (film).
La Baule-les-Pins est un quartier construit en 1922 dans la station balnéaire La Baule-Escoublac en Loire-Atlantique (France).

## Historique
La Baule-Escoublac connaît une croissance rapide à partir de 1879. Au début des années 1920, seule la partie orientale du littoral n'est pas urbanisée. 
Louis Lajarrige, natif de Saint-Nazaire, député de la Seine et secrétaire général du quotidien Le Journal, rêve de transformer le bois d'Amour en quartier résidentiel. En 1921, il acquiert 230 hectares appartenant à la « société des Dunes ». Alors que La Baule s'est construite de manière anarchique, Lajarrige souhaite créer un ensemble cohérent et organise un concours auquel participent soixante-dix architectes. 
La Baule-les-Pins s'articule autour d'une place centrale (la « place des Palmiers »), d'une artère commerçante (la « rue des tilleuls »), de larges avenues ; les constructions sont alignées. Il est également fait le choix de respecter la topographie. 
Le déboisement et le percement des voies sont réalisés par André Morice, ingénieur des travaux publics et futur maire de Nantes. Les plantations sont soumises à des règles strictes, élément rendu incontournable après les reproches faits à Lajarrige d'avoir détruit le bois d'Amour. Il ouvre lui-même sa propriété de huit hectares, le parc des Dryades, au public. 
Le quartier est inauguré en juillet 1923, et son aspect général est fixé en 1927, lorsque la ligne de chemin de fer Saint-Nazaire/ Le Croisic est déplacée de 900 mètres vers l'intérieur des terres. Le « boulevard de la mer », longeant la baie, est prolongé à La Baule-les-Pins et donne une unité à la station balnéaire.

## Notoriété
En 1940, à La Baule-les-Pins la police allemande arrête Lluís Companys, président de la Generalitat de Catalogne, qui sera déporté à Barcelone pour y être fusillé par les troupes du général Franco.
Le film La Baule-les-Pins de Diane Kurys sorti en 1990 tire son titre de la station.